# QT短縮症候群
QT短縮症候群 は心臓の電気信号伝達系の 遺伝的疾患。心電図 においてQT時間が≦300 ms以下であり、心拍数や、T波には特徴は無く、心臓の構造は正常で器質的疾患を持たない。心室細動からの突然死リスクが上昇する。

## 分類

先天性QT短縮症候群は常染色体優性遺伝を呈する。

何らかの原因により発症する後天性（二次性）QT短縮症候群と、明らかな原因のない先天性QT短縮症候群に分類される。先天性QT短縮症候群は常染色体優性遺伝で遺伝し、家族に同じ患者が確認されることがある。
後天性QT短縮症候発熱、高カリウム血症、高カルシウム血症、アシドーシス、カテコラミン、心筋虚血、ジキタリス効果
先天性QT短縮症候群KCNH2、KCNJ2、KCNQ1、CACNB2b、CACNA1C、CACNA2D1 遺伝子での変異がQT短縮症候群を引き起こす。これらの遺伝子は細胞膜を貫通するポンプの蛋白質を作る指示をする。これらのポンプは荷電したカリウム原子（カリウム・イオン）を細胞外から細胞内へ、または細胞内から細胞外へ能動的に輸送する。心筋では、これらのイオン・ポンプが、心臓の正常なリズムを維持するために重要な役割を持つ。変異 KCNH2、KCNJ2、KCNQ1 遺伝子は、カリウムイオンの細胞間でのポンプの活性を上昇させる。CACNB2b、CACNA1C、CACNA2D1 遺伝子は、カルシウムイオンの細胞間のポンプ活性を低下させる。このイオン輸送の異常は 心拍を変化させ、QT短縮症候群の不整脈を誘発させる。QT短縮症候群は常染色体優性遺伝パターンの遺伝型を示す

## 徴候
心電図のQT時間が短縮する。心拍数で補正したQTc時間が300-320msの場合QT短縮症候群である可能性が高い。

## 症状
不整脈による動悸と予期せぬ失神（意識消失）がみられることがある。

## 診断
近年、診断基準が オタワ大学心臓研究所の不整脈研究室のMichael H Gollob医師と Jason D Roberts医師により発表された。
- 先天性QT短縮症候群の診断基準は下記のスコアリングシステムに基づく

1. QTc時間
  - <370ms -- 1点
  - <350ms -- 2点
  - <330ms -- 3点
2. Jpoint-Tpeak時間
  - <120ms -- 1点
3. 病歴
  - 突然の心停止 -- 2点
  - 多形心室頻拍または多形心室細動 -- 2点
  - 原因不明の失神 -- 1点
  - 心房細動 -- 1点
4. 家族歴
  - 1親等又は2親等の親族にQT短縮症候群がいる -- 2点
  - 1親等又は2親等の親族に突然死したものがいる -- 1点
  - 乳幼児突然死症候群が親族にいる -- 1点
5. 遺伝子型
  - 遺伝子型陽性 -- 2点
  - 当該遺伝子の病的意義不明の変異 -- 1点

患者は、高確率(4点以上）、中間確率(3点)、低確率(2点以下)と看做される。

## 原因
現時点ではQT短縮症候群の原因は不明である。現在の仮説は、QT短縮症候群においては、心筋活動電位の第2相と第3相において細胞外へ向かうカリウム・イオン流が増えるためだとするものである。これが活動電位(フェーズ2）でのプラトー相を短縮し、結果として活動電位全体が短縮し、QT間隔が短縮する。
QT短縮症候群の家族では、KvLQT1、human ether-a-go-go 遺伝子 (HERG)、KCNJ2に変異がみられている。

## 治療
現在、QT短縮症候群の一部の患者では予防的に埋め込み型心臓除細動器 (ICD)が用いられている。心臓の問題が引き起こされる前に植え込みすることに利益があるかは明らかではない。
最近の研究では、一部の抗不整脈薬(特にキニジン)の有用性が示唆されている。IK チャンネルを活性化させ、活動電位を延長させるからである。一部で研究されているが、QT時間を安定して延長させてはいない。